# Darbhanga
Darbhanga är en stad i den indiska delstaten Bihar och är centralort i ett distrikt med samma namn. Folkmängden uppgick till cirka 300 000 invånare vid folkräkningen 2011. Storstadsområdet beräknades ha cirka 340 000 invånare 2018.